# Rasganço
Rasganço és una pel·lícula dramàtica portuguesa del 2001 dirigida per Raquel Freire. Va ser llançada el 30 de novembre.

## Argument
El títol prové de l'última de les pràctiques d'estudiant, que consisteix a esquinçar la indumentària acadèmica del finalista, fins que quedi completament nu. La història tracta de l'arribada d'un home misteriós que té la intenció d'estudiar a Coïmbra, però que comença a mutilar i violar de manera inhumana els estudiants.

## Repartiment
- Ana Teresa Carvalhosa
- Isabel Ruth
- Paula Marques
- Ricardo Aibéo
- Paulo Rocha
- Luís Miguel Cintra
- Ivo Ferreira
- Ana Brandão
- Ana Moreira
- Lúcia Sigalho

## Recepció
A Público, Vasco Câmara li va donar 3 de 5 estrelles i Luís Miguel Oliveira li va donar un 2 sobre 5.